# Mladenovac
Mladenovac (Servisch: Младеновац) is een stad in het district Belgrado in Centraal-Servië. In 2003 telde de stad 22.114 inwoners.

## Plaatsen in de gemeente
| - Amerić - Beluće - Beljevac - Velika Ivanča - Velika Krsna - Vlaška - Granice - Dubona - Jagnjilo - Kovačevac - Koraćica | - Mala Vrbica - Markovac - Međulužje - Mladenovac-centrum - Mladenovac (dorp) - Pružatovac - Rabrovac - Rajkovac - Senaja - Crkvine - Šepšin |

Barajevo · Čukarica · Grocka · Lazarevac · Mladenovac · Novi Beograd · Obrenovac · Palilula · Rakovica · Savski Venac · Sopot · Stari Grad · Surčin · Voždovac · Vračar · Zemun · Zvezdara